# (37809) 1997 YU15
1997 YU15 (asteroide 37809) é um asteroide da cintura principal. Possui uma excentricidade de 0.22393330 e uma inclinação de 3.15103º.
Este asteroide foi descoberto no dia 29 de dezembro de 1997 por Spacewatch em Kitt Peak.